# Harrachovy kameny
Harrachovy kameny (německy Harrachsteine) jsou s výškou 1421 m desátou nejvyšší horou české strany Krkonoš, ležící 6 km severozápadně od Špindlerova Mlýna a 6 km severovýchodně od Rokytnice nad Jizerou. Vrchol poskytuje panoramatický rozhled.
Na vrcholu se vypínají žulové skalky vysoké 5 m, samotná hora je budovaná ze svoru. Směrem na jih přechází vrcholová plošina do skalnatých srázů Velké Kotelní jámy, severní svahy jsou mírné a svažují se na Pančavskou louku. Na severním svahu pod hřebenem stojí několik řopíků, betonových bunkrů z doby před 2. světovou válkou. Porost tvoří řídké ostrůvky kleče s ojedinělým výskytem smrků. Na vrcholu roste jen smilka.

## Přístup
Přístup je možný po červené značce od Špindlerova Mlýna přes Horní Mísečky nebo z druhé strany od Rokytnice přes Dvoračky a kolem Kotle. Další možností je přístup od Labské boudy, vzdálené asi 2 km severně.

## Galerie

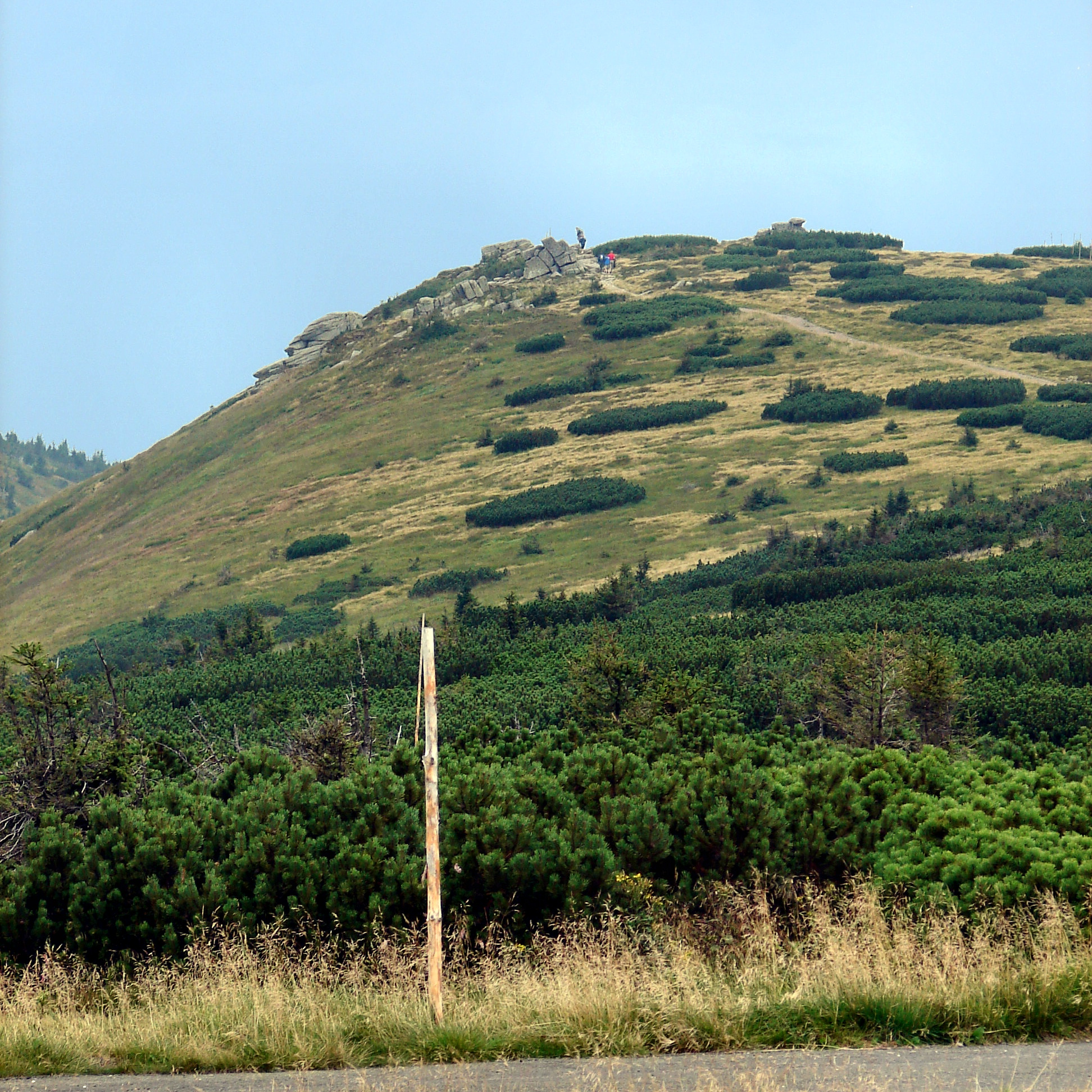
Harrachovy kameny z jihu
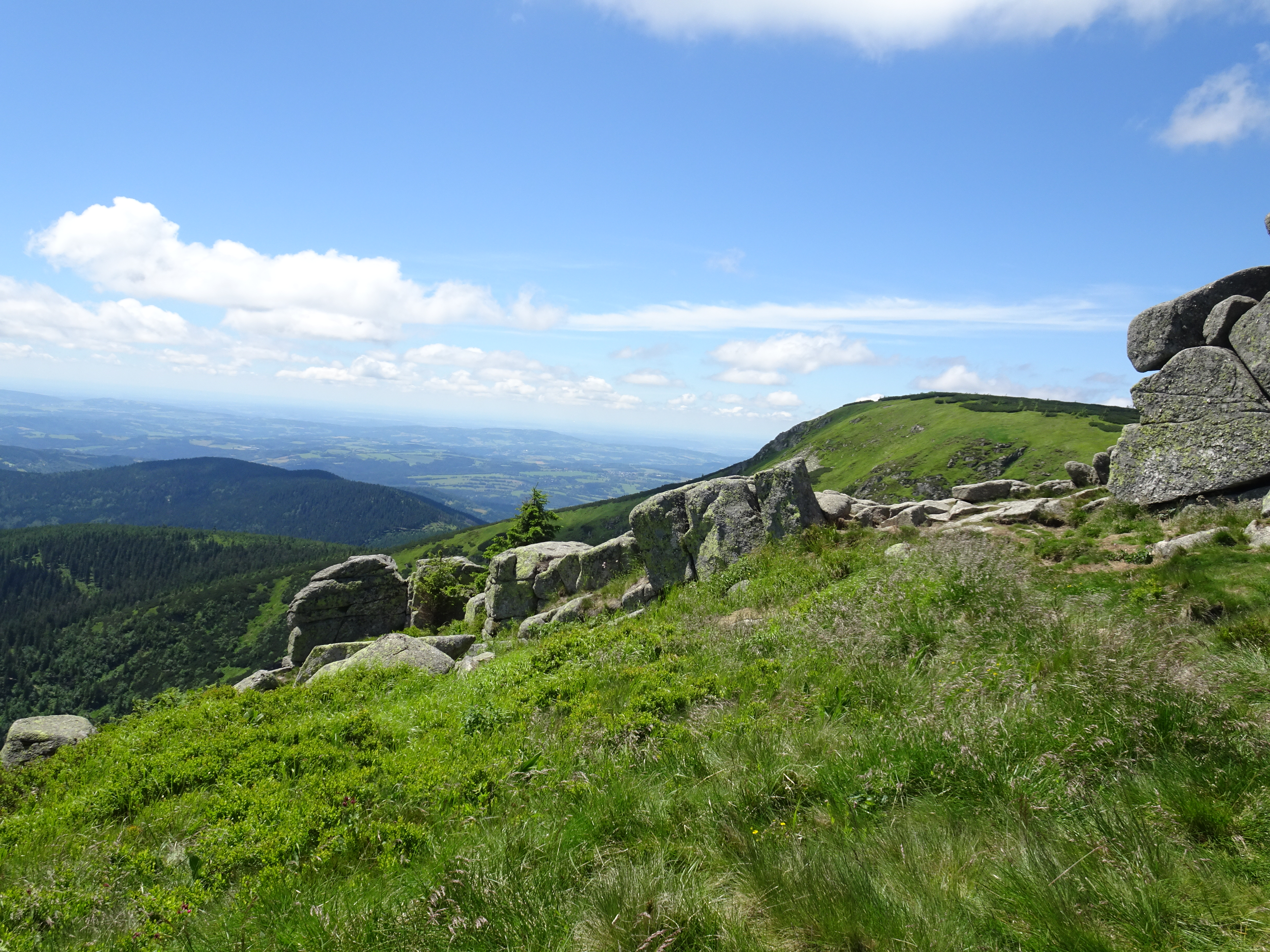
Harrachovy kameny v červenci 2021
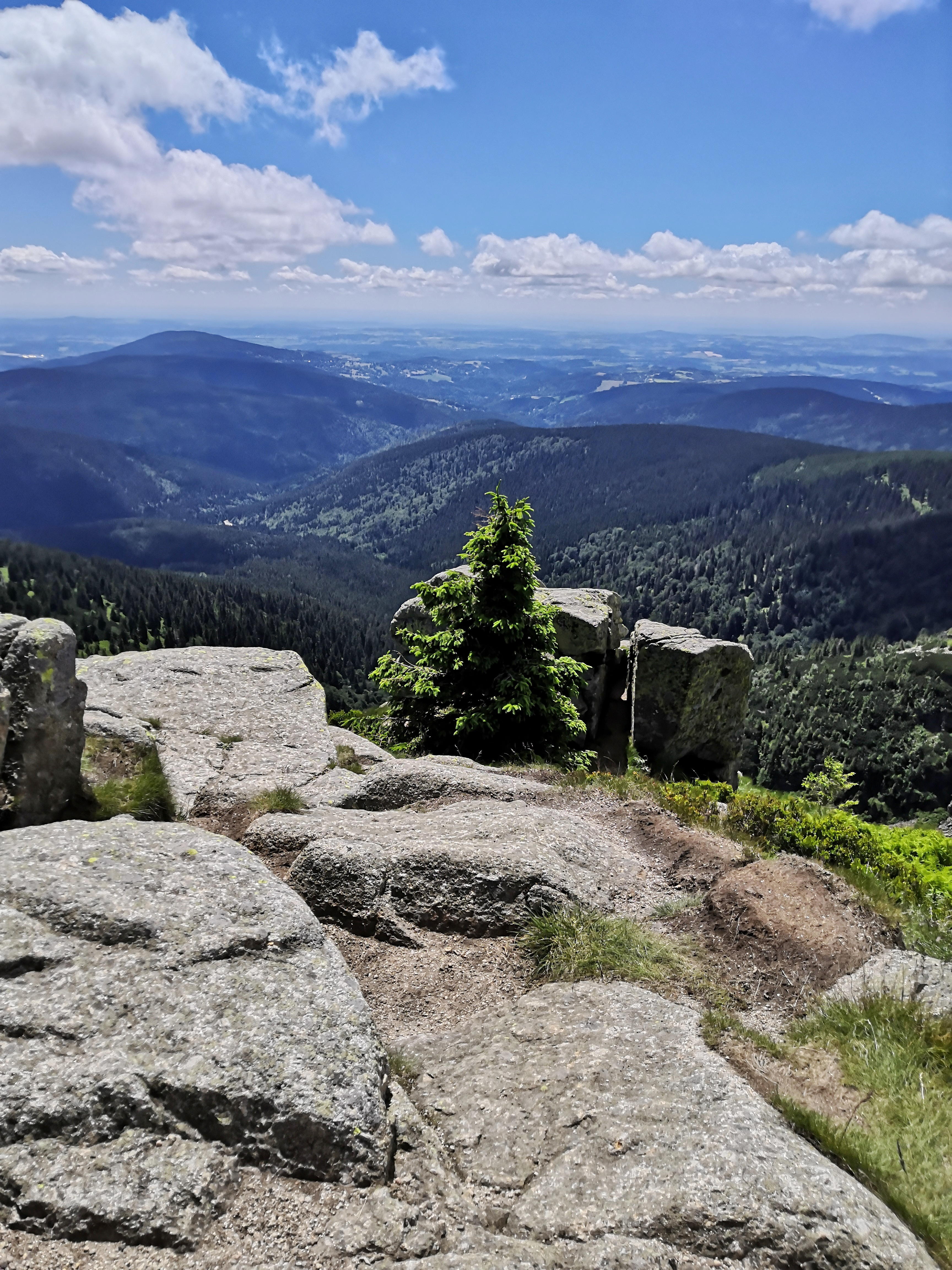
Pohled do údolí v létě
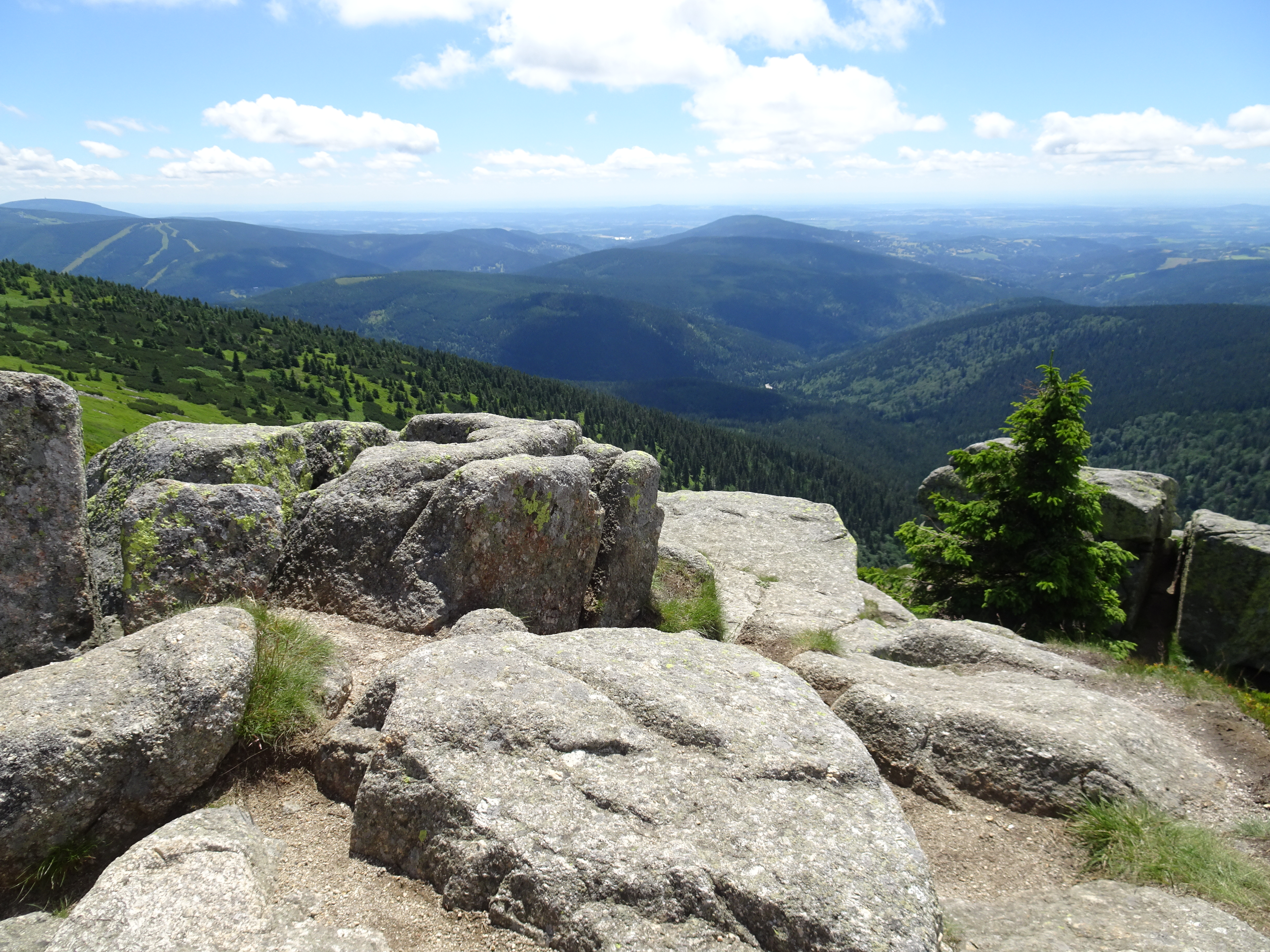
Pohled do údolí v létě
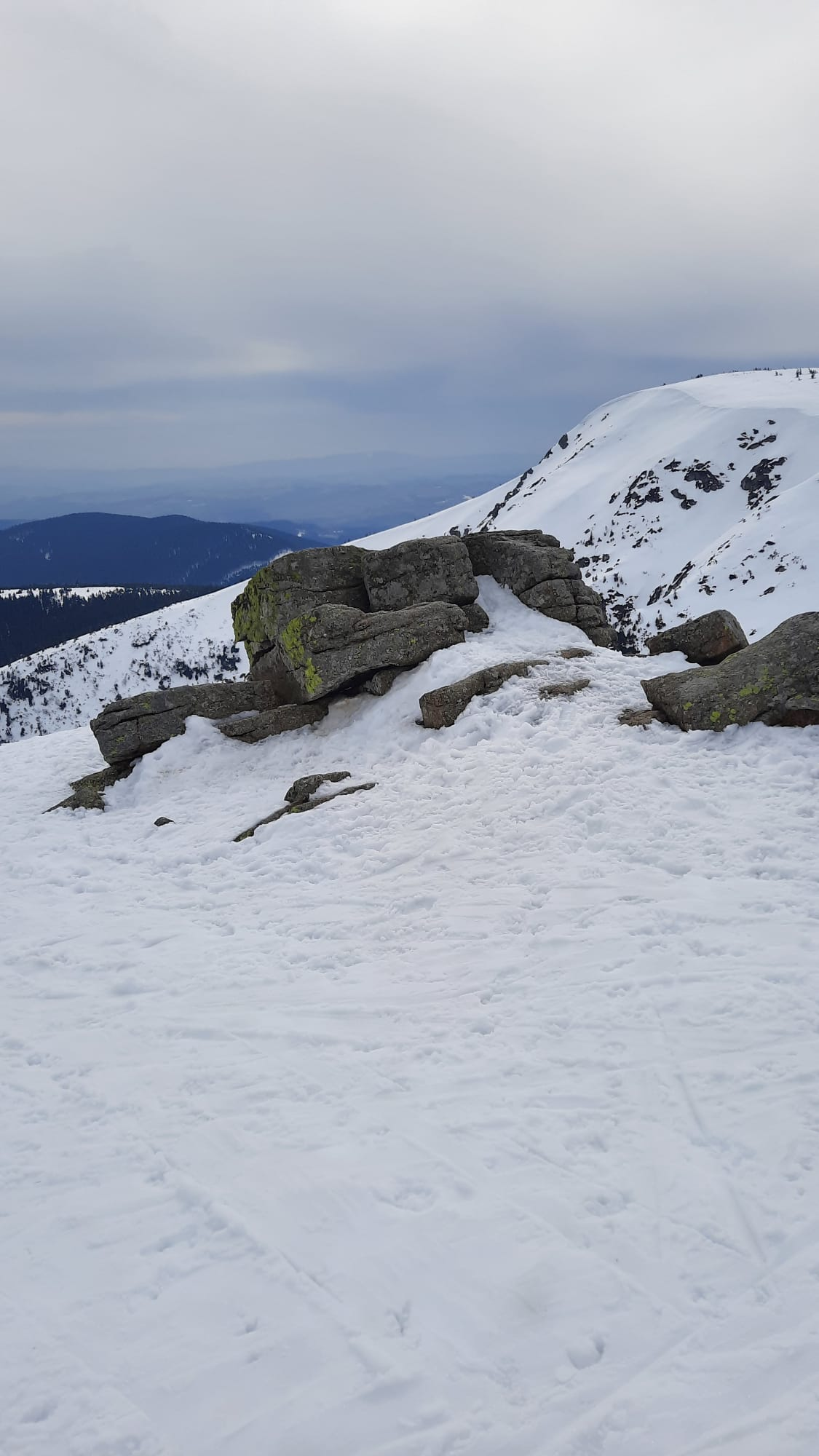
Harrachovy kameny focené v březnu 2023 s pohledem do údolí
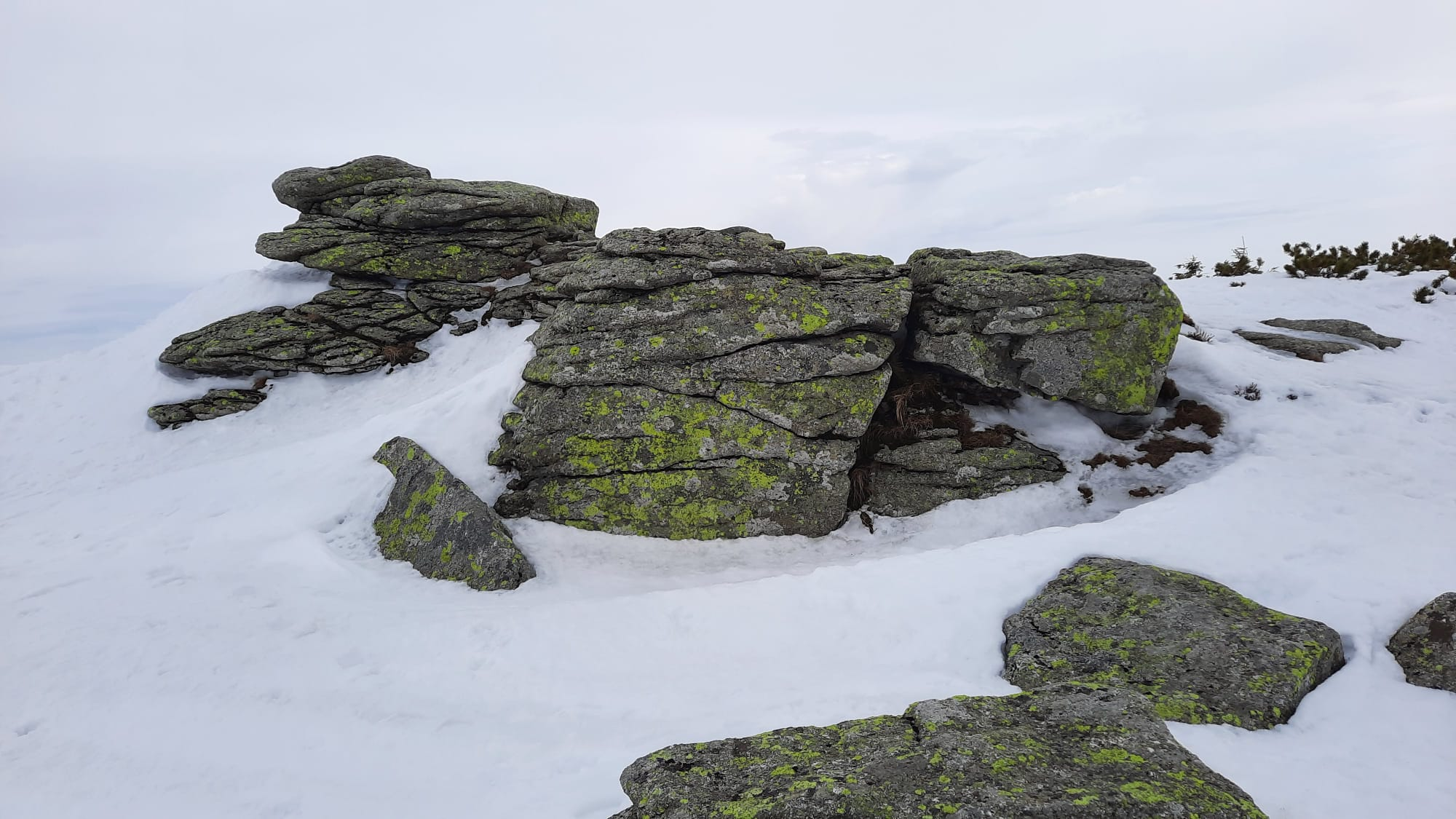
Harrachovy kameny v zimě 2023